# 黑果蔺
黑果蔺（学名：Eleocharis atropurpurea），又名紫果蔺，为莎草科荸荠属下的一个种。是許多熱帶地區的原生水生植物，亦廣泛分布於南北美洲與亞洲的部分溫帶地區。歐洲也有分布，但在大部分地區被視為外來種。
黑果藺可在許多水域被發現，包括海灣、稻田、灌溉渠道與內陸的河流、湖泊。這種一年生的莎草科植物很少長到超過10公分高。通常為叢生，直立的莖上有少許帶紅綠色的葉子。莖上長有卵形的花序，包含許多小於一公分的小穗，每個小穗中至少有十朵小花，每朵小花都被覆一枚紫褐色的苞片。果實為小型、黑色的胞果，大小小於1毫米。

## 扩展阅读
- 維基物種上的相關：黑果蔺